# Општина Скаешти (Долж)
Скаешти (рум. Scăeşti) општина је у Румунији у округу Долж.
Oпштина се налази на надморској висини од 109 m.